# István Liszkay
István Liszkay (* 30. November 1912 in Budapest; † 29. November 2005 ebenda) war ein ungarischer Radrennfahrer und nationaler Meister im Radsport.

## Sportliche Laufbahn
Liszkay war Teilnehmer der Olympischen Sommerspiele 1936 in Berlin. Beim Sieg von Robert Charpentier im olympischen Straßenrennen belegte er den 16. Platz. Die ungarische Mannschaft kam nicht in die Mannschaftswertung. Durch einen Massensturz kurz vor dem Ziel war eine reguläre Ermittlung der Plätze in der Mannschaftswertung nicht möglich, so dass nicht alle Fahrer gewertet wurden und Ungarn aus der Wertung fiel. Liszkay startete auch mit dem ungarischen Vierer in der Mannschaftsverfolgung und kam dabei auf den 7. Rang.
1931 wurde er Sieger der Ungarn-Rundfahrt, 1934 belegte er den zweiten Platz. 1943 gewann er die heimische Rundfahrt erneut. Mehrfach gewann er die nationale Meisterschaft im Mannschaftszeitfahren.